# Episodi di Fullmetal Alchemist

Copertina del primo DVD dell'edizione italiana

Questa è la lista degli episodi di Fullmetal Alchemist, prima serie televisiva anime tratta dal manga omonimo di Hiromu Arakawa e prodotta dallo studio Bones. Ambientata in un mondo fittizio in cui è presente l'alchimia, la storia segue le vicissitudini di Edward e Alphonse Elric, due fratelli che cercano di riottenere i loro corpi persi nel tentativo di riportare in vita tramite l'alchimia la loro madre deceduta. Sebbene le premesse e l'ambientazione siano le stesse, la serie si discosta dal manga originale, presentando uno svolgimento e una conclusione differenti, personaggi inediti e ruoli diversi.
L'anime è stato trasmesso in Giappone settimanalmente su Tokyo Broadcasting System dal 4 ottobre 2003 al 2 ottobre 2004 per un totale di 51 episodi. Un lungometraggio, intitolato Il conquistatore di Shamballa e trasmesso nei cinema a partire dal 23 luglio 2005, conclude le vicende narrate nella serie televisiva. Contenstualmente sono stati realizzati anche degli OAV, che costituiscono degli episodi paralleli autoconclusivi. L'edizione italiana della serie è stata curata da Panini Video e trasmessa per la prima volta sul canale MTV dall'11 aprile 2006 al 22 maggio 2007. In seguito alla chiusura di Panini Video, la serie è stata acquisita da Dynit.
La colonna sonora è stata composta da Michiru Oshima e prodotta da Aniplex. Le sigle di apertura utilizzate sono Melissa dei Porno Graffitti (episodi 2–13), Ready Steady Go dei L'Arc~en~Ciel (episodi 14-25), Undo di Cool Joke (episodi 26-41) e Rewrite degli Asian Kung-Fu Generation (episodi 42-51). Le sigle di chiusura sono invece Melissa dei Porno Graffitti (episodio 1), Kesenai tsumi (消せない罪?) di Nana Kitade (episodi 2–13), Tobira no mukō e (扉の向うへ?) delle YeLLOW Generation (episodi 14-24), Motherland di Crystal Kay (episodi 26-41) e I Will di Sowelu (episodi 42-50).
| Indice Lista episodi 1 2 3 4 5 6 7 8 9 10 11 12 13 14 15 16 17 18 19 20 21 22 23 24 25 26 27 28 29 30 31 32 33 34 35 36 37 38 39 40 41 42 43 44 45 46 47 48 49 50 51 Note Collegamenti esterni |

## Lista episodi
| Nº | Titolo italiano Giapponese 「Kanji」 - Rōmaji | In onda           | In onda          |
| Nº | Titolo italiano Giapponese 「Kanji」 - Rōmaji | Giapponese        | Italiano         |
| 1  | Colui che sfidò il sole 「太陽に挑む者」 - Taiyō ni idomu mono | 4 ottobre 2003    | 11 aprile 2006   |
| 1  | I fratelli Edward ed Alphonse Elric, di 11 e 10 anni, tentano una trasmutazione umana nella speranza di riportare in vita la loro madre deceduta, ma qualcosa va storto e Alphonse scompare, mentre Edward perde la gamba sinistra. Quattro anni dopo Edward è diventato alchimista di stato e i due si dirigono alla città di Reole, dove si trova Cornello, un leader religioso che si dice capace di compiere miracoli. Qui fanno la conoscenza di Rose, una ragazza molto fedele a Cornello, poiché egli le ha promesso di far tornare in vita il suo ragazzo Kain, deceduto in seguito ad un incidente. Dopo averlo visto all'opera, Edward e Alphonse si rendono conto che Cornello ricorre all'uso dell'alchimia, ma che per qualche motivo può ignorare il principio dello scambio equivalente; sospettano allora che possegga una pietra filosofale, della quale sono da tempo alla ricerca per riottenere i loro corpi. Sentendosi minacciato, Cornello ordina al suo sottoposto Clay di uccidere i due, ma l'uomo viene facilmente messo fuori combattimento. Messo alle strette, Cornello scatena contro i fratelli una chimera in forma di leone e il suo pappagallo, accresciuto grazie ai poteri della pietra, ma Edward sconfigge entrambe le creature grazie all'uso del suo automail, il suo braccio e la sua gamba metallici. Cornello capisce allora perché Edward è soprannominato l'alchimista d'acciaio e comprende che i due fratelli hanno commesso il sommo peccato della trasmutazione umana. |                   |                  |
| 2  | Il corpo di un peccatore 「禁忌の身体」 - Kinki no karada | 11 ottobre 2003   | 18 aprile 2006   |
| 2  | Dopo aver rivelato che i due avevano tentato di riportare in vita la madre, i fratelli Elric avvertono Rose che risuscitare il suo ragazzo Kain sarebbe risultato in un simile insuccesso. Cornello riesce ad allontanare i due e in seguito mostra a Rose la silhouette di Kain per consolarla. Ordina quindi ai suoi concittadini di attaccare e catturare i fratelli; Ed trasmuta un pezzo di metallo per assomigliare ad Al e si fa catturare. Rose entra nella stanza di Kain, dove scopre che quello che Cornello le aveva fatto credere essere il ragazzo è in realtà una chimera formata da svariati uccelli; l'uomo la lascia sola assieme all'animale, affinché venga uccisa, ma Al la salva appena in tempo. In seguito il ragazzo trasmette con un altoparlante il discorso tra Ed e Cornello, in cui il sacerdote rivela i suoi piani per utilizzare Reole come base per conquistare il Paese. Cornello, nel panico, invita i cittadini a non credere a ciò che hanno sentito e viene sconfitto da Ed grazie alla sua migliore padronanza dell'alchimia; la pietra, tuttavia, si rivela un falso. Dopo aver consolato Rose, gli Elric lasciano la città. Nel mentre, Lust e Gluttony riescono a salvare i loro interessi a Reole uccidendo Cornello e rimpiazzandolo con una copia impersonata da Envy. |                   |                  |
| 3  | Mamma... 「おかあさん……」 - Okāsan... | 18 ottobre 2003   | 25 aprile 2006   |
| 3  | In un lungo flashback, che si protrae fino all'episodio 9, viene raccontato il passato dei fratelli Elric. Ed e Al iniziano a praticare l'alchimia da bambini, prendendo dal padre, che se ne è andato di casa. Essi vengono incoraggiati dall'amica Winry Rockbell e dalla madre Trisha, la quale però si ammala all'improvviso e muore. Qualche tempo dopo, i fratelli tentano di riportare in vita la madre con l'alchimia, ma qualcosa va storto e Ed perde la gamba sinistra mentre Al l'intero corpo. Ed sacrifica quindi il proprio braccio destro per legare l'anima di Al ad un'armatura. Ripresi i sensi, Al scopre che l'esito della loro trasmutazione è un ammasso informe di cane ed ossa e trasporta il fratello ferito da Pinako Rockbell, nonna di Winry, affinché lo curi. L'alchimista di stato Roy Mustang si presenta improvvisamente a casa Rockbell per indagare sul padre dei fratelli Hohenheim della luce; scoperto che Ed e Al sono appena sopravvissuti ad un tentativo di trasmutazione umana, offre loro un posto all'interno dell'esercito. Dopo essersi fatto impiantare degli automail da Pinako per rimpiazzare gli arti perduti, Edward decide di diventare un alchimista di stato in modo da avere accesso a documenti rari e fondi per la ricerca, per trovare così il modo di riottenere i loro corpi. I due danno quindi fuoco alla loro casa per tagliare con il passato e lasciano Resembool alla volta di Central City. |                   |                  |
| 4  | Trasmutazione d'amore 「愛の錬成」 - Ai no rensei | 25 ottobre 2003   | 2 maggio 2006    |
| 4  | In una stazione ferroviaria, in attesa di una coincidenza per Central City, i fratelli Elric vengono a sapere che nel villaggio vicino abita Majihal, un alchimista il cui nome compare in una delle lettere di loro padre riguardante la trasmutazione umana, e decidono quindi di fargli visita. Entrando in paese i due incontrano Close, una ragazzina che ha iniziato a vestirsi da maschio dopo la morte della sorella per mano di uno zombie, il quale ha già ucciso diverse donne. Dall'incontro con Majihal i fratelli non ottengono informazioni rilevanti ai loro scopi, ma l'alchimista rivela loro che si ritiene che il misterioso zombie sia la sua amante Karin, morta in un incidente diversi anni prima. Deciso a vederci chiaro, Ed inizia ad investigare in paese e scopre che Majhal ha tentato di riportare in vita Karin utilizzando delle bambole a sua immagine, alle quali infonde vita sacrificando altre donne, ma le quali non seguono i suoi desideri e sovente gli sfuggono. Close è quindi catturata per dar vita ad una nuova bambola. Ed spiega a Majhal che Karin non è affatto morta, ma in seguito all'incidente aveva perso la memoria ed aveva vissuto altrove, e quando molti anni dopo era tornata in città, lui non era stato in grado di riconoscerla; Majihal non vuole accettare il fatto che la sua Karin sia quell'anziana donna e attacca i fratelli con una spada. Ed e Al si difendono, facendo saltare in aria la spada che ricade su Majihal, trafiggendolo. La mattina dopo, i fratelli Elric ripartono per il loro viaggio, salutando Close che è tornata a vestire abiti femminili.                                                                                            |                   |                  |
| 5  | Auto-mail a tutta forza! 「疾走！機械鎧」 - Shissō! Ōtomeiru | 1º novembre 2003  | 9 maggio 2006    |
| 5  | Durante una telefonata, Mustang chiede ai fratelli Elric di salire sul treno in partenza dalla stazione invece che aspettare il successivo. Il treno è assaltato da un gruppo di guerriglieri guidati da un uomo chiamato Bald. I sequestratori prendono in ostaggio i passeggeri, tra cui il generale Hakuro e la sua famiglia, e chiedono uno scambio di ostaggi per la liberazione del proprio leader, detenuto in carcere. Ed e Al, tuttavia, si ribellano ai loro rapitori e, aiutati dal tenente colonnello Maes Hughes, riescono a sconfiggere Bald e a salvare i prigionieri. Quando il treno giunge infine alla stazione di Central City e i militari si apprestano ad arrestare i guerriglieri, Bald riesce a liberarsi e cerca di attaccare Mustang, il quale dà sfoggio delle sue abilità come alchimista di fuoco e lo incapacita. Mustang informa gli Elric che Hakuro ha concesso loro, in via eccezionale vista la giovane età, la possibilità di sostenere l'esame da alchimisti di stato. I due, sebbene riconoscenti, rimangono confusi dall'apprendere che Mustang avesse previsto tutto ed offesi dal fatto di essere stati manovrati come pedine. |                   |                  |
| 6  | L'esame da alchimista di stato 「国家錬金術師資格試験」 - Kokka renkinjutsushi shikaku shiken | 8 novembre 2003   | 16 maggio 2006   |
| 6  | Gli Elric si preparano al loro esame da alchimisti di stato alloggiando presso Shou Tucker, noto come l'alchimista intreccia-vite e grande esperto di trasmutazioni organiche, in grado di creare chimere parlanti e intelligenti. I fratelli stringono presto amicizia con la piccola Nina, figlia dell'alchimista, e con il suo cane Alexander. In occasione del dodicesimo compleanno di Ed, Hughes e la moglie Glacier organizzano una festa a casa loro, durante la quale alla donna arrivano le doglie. Mentre i presenti aiutano come possono ed assistono alla nascita di Elicya, Ed si rende conto di poter eseguire trasmutazioni senza cerchio alchemico. Dopo la parte scritta dell'esame, Mustang chiede ad Al di rinunciare a causa della sua mancanza di corpo e dei sospetti che ciò potrebbe generare se scoperto dai suoi superiori. Ed supera agevolmente anche la parte orale e quella pratica, quando salva l'intero gruppo di esaminandi grazie al suo istinto, coraggio e all'abilità di trasmutare senza ricorrere ad un cerchio alchemico. |                   |                  |
| 7  | La notte del pianto della chimera 「合成獣が哭く夜」 - Kimera ga naku yoru | 15 novembre 2003  | 23 maggio 2006   |
| 7  | Edward è ora un "cane dell'esercito" per aver passato l'esame da alchimista di stato e Mustang gli consegna un orologio d'argento come simbolo del suo rango. Accompagnando i fratelli presso il loro ospite, Havoc ricorda a Tucker che entro breve dovrà sottoporsi alla verifica annuale per mantenere il suo precario status da alchimista di stato, portando i risultati delle proprie ricerche. A causa della riluttanza dell'uomo di parlare della chimera parlante che ha creato due anni prima, Ed cerca informazioni presso la biblioteca centrale, ma l'accesso a quella documentazione gli viene interdetto. Uscendo dall'edificio il giovane incrocia un uomo con una cicatrice a forma di X sul volto e il braccio destro completamente tatuato con strani simboli alchemici. Quando il brigadier generale Basque Grand viene a sapere delle indagini di Ed, gli ordina di desistere e fa trasferire i due fratelli dalla casa di Tucker. Nottetempo, tuttavia, Ed e Al si introducono nel laboratorio dell'alchimista proprio mentre Tucker esamina la chimera parlante appena creata per la verifica annuale. Ed si rende conto che per la prima chimera Tucker aveva utilizzato la moglie e che per questa sua nuova creazione ha sacrificato Nina e Alexander. Quando Tucker associa la sua trasmutazione umana a quella tentata dai fratelli, Ed lo aggredisce, colpendolo ripetutamente fin quando non viene fermato dalla chimera stessa. Mentre Tucker viene arrestato, Ed riesce a liberare la chimera, la quale fugge in un vicolo e incontra l'uomo con la cicatrice; egli la definisce un'aberrazione contro natura e la decompone, prima di ripromettersi di annientare tutti gli alchimisti di stato.     |                   |                  |
| 8  | La pietra filosofale 「賢者の石」 - Kenja no ishi | 22 novembre 2003  | 30 maggio 2006   |
| 8  | Sconvolto da quanto successo a Nina e disgustato dal compito che ha ricevuto di catalogare tutto il materiale e le ricerche dell'alchimista intreccia-vite in seguito alla sua esecuzione, Ed comincia a dubitare dei metodi dell'esercito e medita di disertare per mettersi in cerca dell'assassino di Nina. Tra le carte di Tucker, Al trova dei riferimenti alla pietra filosofale, una sostanza misteriosa in grado di ignorare il principio dello scambio equivalente e che potrebbe aiutarli nel loro tentativo di riottenere i propri corpi, ma Ed è scettico sulla sua reale esistenza. Winry arriva in città per fare una sorpresa ai fratelli, ma viene rapita da un serial killer di nome Barry, che si abbiglia con abiti femminili e si accanisce sulle donne. Nel tentativo di liberare l'amica, anche Ed è sequestrato e il suo automail rimosso, ma il ragazzo riesce ad evadere e in un atto disperato di autodifesa uccide quasi Barry, prima dell'intervento di Alphonse e dei militari che arrestano il killer. Ed scoppia in lacrime e accetta di impegnarsi con Al nella ricerca della pietra filosofale. Egli giunge così a un accordo con Mustang: accettare gli ordini dell'esercito in cambio di tutte le informazioni sulla pietra filosofale e la libertà di cercarla quando non impegnato in altri compiti. Mustang lo informa inoltre che il comandante supremo King Bradley ha scelto per lui il soprannome di alchimista d'acciaio. |                   |                  |
| 9  | L'orologio d'argento del cane dell'esercito 「軍の狗の銀時計」 - Gun no inu no gindokei | 29 novembre 2003  | 6 giugno 2006    |
| 9  | Mentre Winry è entusiasta di poter fare acquisti a spese di Edward, al ragazzo viene assegnato il compito di ispezionare la miniera di carbone di Youswell. Ed e Al si recano quindi nella locanda del signor Holling, ma vengono trattati con disprezzo quando Ed rivela di essere alchimista di stato. L'avversione degli abitanti nei confronti dell'esercito è causata dall'avidità di Yoki, l'ufficiale che ha in gestione la miniera. Quando Yoki si presenta nella locanda per raccogliere le tasse arretrate, scoppia una sommossa, che viene sedata dai sottoposti dell'uomo. Ed interviene in tempo per evitare che uno di loro ferisca il figlio di Holling e, riconosciuto il ragazzo come alchimista di stato, Yoki si rabbonisce e cerca di corromperlo per facilitarsi il superamento dell'ispezione. Nel mentre, a Central City, il generale Hakuro comunica a Riza Hawkeye e Mustang che stanno per venire promossi a tenente e colonnello e quest'ultimo sarà messo a capo del quartier generale dell'est. Ed esegue di nascosto una trasmutazione ricoprendo una grande quantità di carbone con l'oro datogli da Yoki e lo utilizza poi per convincere il militare a cedergli la miniera, che dona poi ai minatori stessi in cambio di un singolo pernottamento alla locanda. Scoperto il raggiro, Yoki scaglia contro Ed la sua sottoposta Lyra; il ragazzo la sconfigge e si guadagna così la fama di eroe. |                   |                  |
| 10 | L'inafferrabile ladra Psiren 「怪盗サイレーン」 - Kaitō Sairēn | 6 dicembre 2003   | 13 giugno 2006   |
| 10 | Dopo aver smascherato Cornello a Reole, i fratelli Elric sono di ritorno per fare rapporto a Mustang. Lungo il tragitto fanno sosta ad Aquroya, una città sull'acqua, dove Ed viene ricoverato per un'intossicazione alimentare. In ospedale i due conoscono Clara, una bella e gentile infermiera. Dopo essere stato dismesso, Ed viene coinvolto nella caccia ad un'abile ladra mascherata di nome Psiren, che utilizza le sue abilità da alchimista per sfuggire ripetutamente alla cattura. Viene quindi rivelato che la ladra è Clara, la quale giustifica i suoi furti ai fratelli con la motivazione di raccogliere fondi per impedire la demolizione dell'ospedale. Quando però diventa apparente che Clara non sta devolvendo il denaro rubato all'ospedale, che viene demolito, e dopo il suo tentativo di ripetere la scusa con un locale convento e una scuola, Ed si pente di averla coperta e aiutata, mentre Al le concede il beneficio del dubbio. In seguito i due vengono a sapere dagli abitanti che Aquroya sta sprofondando sempre di più e che, con i suoi furti, Psiren è stata in grado di aiutare la città in modo indiretto, attirando copertura mediatica e turisti e dando alla città il suo ultimo periodo di gloria prima che scompaia per sempre. Ed riesce infine ad assicurare Psiren alla giustizia. Mentre i due continuano il loro viaggio, la ladra viene vista evadere. |                   |                  |
| 11 | La città dell'oro - prima parte - 「砂礫の大地•前編」 - Sareki no daichi: zenpen | 13 dicembre 2003  | 20 giugno 2006   |
| 11 | Seguendo l'indicazione di Psiren, i fratelli Elric giungono a Xenotime in cerca della pietra filosofale. Qui liberano Elisa, una bambina rimasta intrappolata sotto un carrello minerario, la quale in seguito li conduce alla locanda. Durante la festa in loro onore, i due apprendono che un ricercatore di nome Maguare è prossimo a completare una pietra filosofale che potrebbe migliorare le condizioni dell'intero villaggio. Quando tuttavia rivelano i loro nomi, vengono allontanati dal locale con l'accusa di essere degli impostori. Intrufolandosi nella villa di Maguare, scoprono quindi i due ragazzi che si spacciano per loro ma vengono allontanati dal maggiore dei due, Russell. Belsio, lo zio di Elisa, li accoglie in casa sua e in seguito invia Al a prendere una medicina per la bambina, affetta, come molti in città, da una strana tosse. Nel frattempo Maguare si trova in un cunicolo sotterraneo da cui sgorga un tossico liquido rosso in compagnia di Lust, la quale è coinvolta nella creazione della pietra filosofale. La notte seguente Ed e Al si introducono nella villa di Maguare dove incontrano nuovamente i due impostori. Fletcher, il minore dei due, tenta di persuadere il fratello ad abbandonare il loro piano, ma Russell insiste nel portare avanti il lavoro del padre, anche se ciò sta avvelenando il paese. Al rivela che la pietra rossa che hanno creato è una brutta copia della pietra filosofale, al che Russell attacca Ed con l'acqua rossa; Fletcher tuttavia si intromette e viene colpito dal getto di liquido tossico. |                   |                  |
| 12 | La città dell'oro - seconda parte - 「砂礫の大地•後編」 - Sareki no daichi: kōhen | 20 dicembre 2003  | 27 giugno 2006   |
| 12 | Russell cura le ferite del fratello tramite la pietra rossa, mentre Ed e Al lasciano la villa prima di essere scoperti da Maguare. L'uomo imprigiona Russell e Fletcher quando questi si rifiutano di usare un metodo alternativo e più drastico per la produzione della pietra, rivelando al tempo stesso di essere da tempo al corrente che si tratta di impostori. Tornati da Belsio, gli Elric apprendono che lo scopritore dell'acqua rossa è il padre dei loro sosia, Nash Tringham; dopo che le vene aurifere del villaggio si esaurirono, infatti, Maguare convinse Nash a utilizzare la pietra rossa per far nuovamente prosperare il piccolo borgo, ma come effetto collaterale dell'acqua tossica si diffuse una malattia che colpiva i neonati. Anche Elisa venne affetta dal morbo, finché un medico itinerante di nome Tim Marcoh non la curò con un oscuro metodo. Maguare propone ai fratelli Elric di collaborare alla creazione della pietra e Ed ne approfitta per far evadere Russell e Fletcher, convincendoli ad interrompere le ricerche del padre, che a sua volta si era distanziato dai suoi studi una volta scoperti i danni connessi. Maguare attacca quindi i quattro con un'arma alimentata a pietre rosse, ma viene costretto a ritirarsi nel sottosuolo dove un crollo lo seppellisce. Per neutralizzare la minaccia dell'acqua rossa, che ha cominciato a sgorgare dalla montagna verso il paese, Fletcher esegue una trasmutazione sugli alberi, che assorbono il liquido. Gli Elric salutano quindi i fratelli Tringham e si rimettono in viaggio. |                   |                  |
| 13 | Fuoco contro acciaio 「焔ＶＳ鋼」 - Honō tai hagane | 27 dicembre 2003  | 4 luglio 2006    |
| 13 | Gli Elric giungono ad East City, dove è stato istituito il nuovo quartier generale centrale temporaneo e si sono radunati molti alti ufficiali dell'esercito, alchimisti di stato e lo stesso King Bradley. I due fanno rapporto a Mustang riguardo ai fatti di Reole, poi Ed cerca di ottenere dal superiore e da Maes Hughes informazioni sul dottor Marcoh, di cui ha sentito parlare a Xenotime, ma ottiene risposte evasive e gli viene detto che si tratta di un disertore di cui si sono perse le tracce durante la guerra civile dell'est di sei anni prima. Convinto che Mustang gli stia tacendo informazioni rilevanti e in concomitanza con la sua verifica annuale da alchimista di stato, Ed chiede di poter svolgere l'esame sfidando l'alchimista di fuoco in uno scontro in cambio di ciò che l'uomo sa a proposito di Marcoh. Così, nella piazza d'armi del quartier generale ha luogo il combattimento, in cui Mustang ha quasi la meglio su Ed ma, in un momento di esitazione, permette al giovane di contrattaccare, prima che Bradley dichiari la fine dello scontro. Mustang si offre quindi di far conoscere Marcoh a Ed. Intanto Hawkeye prende in custodia da Kain Fury un cagnolino, che chiama Black Hayate. La sera Hughes informa Mustang che a Reole è scoppiata una guerra civile, mentre a Central City un uomo chiamato Scar sta dando la caccia agli alchimisti di stato. |                   |                  |
| 14 | La mano destra della distruzione 「破壊の右手」 - Hakai no migite | 10 gennaio 2004   | 11 luglio 2006   |
| 14 | A Reole, Envy ha sfruttato le sue abilità mutaforma per prendere l'aspetto di Cornello e sobillare i cittadini alla rivolta con il conseguente intervento dell'esercito. I fratelli Elric giungono intanto in un piccolo villaggio alla ricerca di Tim Marcoh, l'alchimista di cristallo, e scoprono che l'uomo agisce come medico sotto il falso nome di Mauro. Egli racconta loro che il motivo della sua diserzione è stato lo strazio nel vedere le sue ricerche sulla pietra filosofale utilizzate nel massacro di Ishbar. Prima che Ed e Al abbiano modo di confrontarsi con lui, irrompe Basque Grand che fa arrestare Marcoh e sequestra le sue carte. La macchina su cui viaggiano viene però attaccata da Scar, il quale cerca vendetta nei confronti degli alchimisti di stato perché uno di loro uccise suo fratello davanti ai suoi occhi; egli uccide Grand e si avventa poi su Marcoh. Ed e Al riescono a strattonare via l'alchimista e a rifugiarsi in un cunicolo, dove vengono soccorsi dal maggiore Alex Louis Armstrong, l'alchimista nerboruto. |                   |                  |
| 15 | Il massacro di Ishbar 「イシュヴァール虐殺」 - Ishuvāru gyakusatsu | 17 gennaio 2004   | 18 luglio 2006   |
| 15 | Combattendo contro Scar, Armstrong nota che l'uomo è originario di Ishbar. Terminato lo scontro e raggiunti da Mustang e dai suoi uomini, Marcoh racconta ai fratelli del massacro di Ishbar, in cui vennero schierati alchimisti di stato contro gli indifesi ishbariani, la cui religione proibisce l'uso dell'alchimia. Mustang venne costretto suo malgrado ad uccidere una coppia di medici, colpevoli di curare feriti di ambo le parti. Sconvolto da questo episodio, Mustang aiutò Marcoh a disertare. Scoperto che i due medici uccisi erano i genitori dell'amica degli Elric, Winry Rockbell, Marcoh rifiuta l'offerta dei fratelli di seguirli a Resembool. Scar, braccato dai militari, finisce nel vicolo dove si trovano i tre e li assale danneggiando il braccio meccanico di Ed e il fianco di Al. Quando si avventa però su Marcoh, l'alchimista gli lancia contro la pietra filosofale: questa viene assorbita all'interno del braccio destro di Scar, provocandogli dolore. Circondato dai militari, Scar scappa attraverso le fogne dopo essersi aperto un varco nel terreno, mentre Marcoh viene preso in custodia dalla segretaria di King Bradley. |                   |                  |
| 16 | Le cose perdute 「失われたもの」 - Ushinawareta mono | 24 gennaio 2004   | 25 luglio 2006   |
| 16 | Armstrong viene incaricato di scortare i fratelli Elric a Resembool per le riparazioni di cui necessitano. Nel mentre, Lust raggiunge e attacca Marcoh nel suo nascondiglio e lo costringe a rivelare dove sono nascosti i suoi appunti, in modo da controllarli prima che possa farlo Ed. Poi lei e Gluttony lo uccidono e si dirigono alla biblioteca centrale. Sul treno per Resembool, Ed e Armstrong si accorgono che la cassa contenente Al è stata scaricata per sbaglio alla stazione precedente; tornano perciò indietro a cercarlo, ma tra i due scoppia una discussione e si separano. Ed viene aggredito da una bambina che gli sottrae la sua gamba meccanica per darla al nonno; l'uomo, che ha perso la gamba durante il massacro di Ishbar, rifiuta però l'automail e lo restituisce al ragazzo, in quanto la cicatrice sulla gamba funge da monito per aiutarlo a ricordare. Nel frattempo la cassa contenente Al viene ritrovata da un ragazzo, il quale si appropria dell'armatura per partecipare ad una rissa contro una banda rivale; Al lo mette però in fuga fingendo di essere un'armatura maledetta. I due fratelli si ricongiungono proprio mentre sopraggiunge Armstrong, che se li carica entrambi sulle spalle portandoli di corsa verso la stazione per non perdere l'ultimo treno. |                   |                  |
| 17 | Una casa dove la famiglia ti aspetta 「家族の待つ家」 - Kazoku no matsu ie | 31 gennaio 2004   | 1º agosto 2006   |
| 17 | Quattro anni dopo essere partiti da Resembool, Edward ed Alphonse fanno ritorno al loro villaggio natale accompagnati da Armstrong. Pinako e Winry si offrono di riparare il braccio e adattare la gamba meccanica di Ed in tre giorni. Nell'attesa, Ed si reca a visitare la tomba della madre, mentre Al inizia a preoccuparsi di alcuni vuoti di memoria. Dopo aver confidato i suoi dubbi al fratello, Ed lo rassicura sul fatto che sia normale che i ricordi più vecchi svaniscano col tempo; vorrebbe poi dirgli una cosa che rimanda da molto tempo, ma i due vengono interrotti da Armstrong. Ricevuti gli automail sostitutivi, Ed usa l'alchimia per riparare l'armatura di Al. La sera, Winry trova l'orologio d'argento di Ed e, spinta dalla curiosità, lo apre trovando che all'interno vi è incisa la scritta "Non dimenticare - 3.ott.10", la data in cui i fratelli hanno bruciato la loro vecchia casa e hanno lasciato Resembool. La mattina dopo, Ed, Al e Armstrong ripartono per Central per consultare le ricerche di Tim Marcoh. |                   |                  |
| 18 | Gli scritti di Marcoh 「マルコー·ノート」 - Marukō nōto | 7 febbraio 2004   | 3 ottobre 2006   |
| 18 | Lust e Gluttony si introducono nella biblioteca centrale in cerca degli scritti di Marcoh; qui incontrano Scar, il quale sembra riconoscere nella donna una sua vecchia conoscente. Per evitare che l'ishbariano intralci l'alchimista di acciaio, Lust e Gluttony, identificati da Scar come homunculus, si scagliano contro l'uomo. Nella colluttazione che segue, la biblioteca viene data alle fiamme. Il giorno seguente Ed e Al giungono a Central City, dove Armstrong viene sostituito da Maria Ross e Denny Brosh come scorta dei fratelli. Scoperto che la parte della biblioteca che li interessava è ridotta ad un cumulo di macerie, gli Elric iniziano una ricerca per trovare un accesso alternativo agli scritti di Marcoh, che li conduce a Sheska, un'ex impiegata della biblioteca licenziata perché non faceva altro che leggere tutto il giorno. Sheska rivela di aver memorizzato gli appunti di Marcoh insieme a qualunque libro le sia mai capitato di leggere e si offre di produrne una copia per i due. Il lavoro ultimato si rivela però essere crittato sotto forma di libro di cucina; dopo aver tentato per parecchi giorni, Ed e Al riescono a decifrare il codice, scoprendo con rammarico che per produrre la pietra filosofale è necessario sacrificare vite umane. Dopo essere sfuggito allo scontro con Lust e Gluttony, Scar viene curato da un gruppo di profughi ishbariani e prosegue per la sua strada. |                   |                  |
| 19 | Gli abissi della verità 「真実の奥の奥」 - Shinjitsu no oku no oku | 14 febbraio 2004  | 10 ottobre 2006  |
| 19 | Sconcertati dalla scoperta che l'ingrediente principale per la creazione della pietra filosofale è costituito da esseri umani, gli Elric vorrebbero abbandonare la loro ricerca, ma Maria Ross li convince a continuare. Su una mappa della città, i tre notano il Laboratorio numero 5, diretto da Basque Grand, ufficialmente abbandonato e costruito strategicamente accanto ad un carcere, quale potenziale fonte per procurarsi esseri umani da sacrificare. Decisi a vederci chiaro, i due ignorano i moniti di Ross e Brosh e si recano al laboratorio per investigare. Nel frattempo Scar fa irruzione nel dormitorio dove soggiornano i fratelli e scopre dove sono diretti. Ed si introduce nell'edificio attraverso un condotto di aerazione, facendo scattare una serie di trappole prima di trovarsi di fronte il guardiano chiamato Numero 48. All'esterno, Alphonse viene attaccato dall'altro guardiano, che si presenta come Numero 66. |                   |                  |
| 20 | Le anime dei guardiani 「守護者の魂」 - Shugosha no tamashii | 21 febbraio 2004  | 17 ottobre 2006  |
| 20 | Gli Elric scoprono che i due guardiani sono anime legate ad armature vuote, proprio come Alphonse. Ed viene messo in difficoltà da Numero 48, un serial killer un tempo noto col nome di Slicer, a causa della sua abilità con la spada e poiché il suo braccio meccanico ha un malfunzionamento causato dal fatto che Winry si è dimenticata di fissare una vite. Il ragazzo riesce comunque a staccare la testa del suo avversario, ma invece che incapacitarlo, il corpo lo assale da dietro, rivelando che gli Slicer erano due fratelli criminali entrambi legati all'armatura. Ed sconfigge infine gli Slicer grazie alla tecnica distruttiva di Scar, ma si rifiuta di finire i perdenti perché li considera ancora esseri umani alla stregua del fratello. Al intanto scopre che Numero 66 è Barry, il serial killer che i ragazzi avevano fatto arrestare e che era stato apparentemente condannato a morte. Vista la superiorità del suo avversario, Barry decide di agire d'astuzia, insinuando che Al potrebbe non essere mai esistito e che i suoi ricordi siano memorie artificiali atte a ingannarlo. Al viene colto dal dubbio e si domanda se possa essere questa la cosa che il fratello non ha avuto il coraggio di dirgli mentre si trovavano a Resembool. |                   |                  |
| 21 | Bagliore rosso 「紅い輝き」 - Akai kagayaki | 28 febbraio 2004  | 24 ottobre 2006  |
| 21 | Sopraggiunge Scar, il quale salva Al e lo aiuta a sconfiggere Barry. Vistosi con le spalle al muro, il guardiano aziona un pulsante nascosto, provocando un'esplosione nel laboratorio che libera Greed e altri detenuti. Mentre il fratello minore degli Slicer si suicida rompendo il suo sigillo di sangue, il fratello maggiore accetta di condurre Ed all'interno del laboratorio; qui i due sono attaccati da un gruppo di chimere, le quali vengono richiamate da Shou Tucker, diventato anch'egli una chimera dopo la sua falsa esecuzione di qualche anno prima. Nel frattempo un gruppo di prigionieri, tra cui l'alchimista scarlatto Zolf J. Kimbly, viene trasferito nel laboratorio dal carcere vicino, guidato da Envy che ha preso le sembianze del defunto Basque Grand. Mentre Scar e Al si introducono nell'edificio, l'uomo ricorda il tentativo di suo fratello di riportare in vita la donna che amava; i due sono poi attaccati da Lust e Gluttony, che Scar rivela essere homunculus. Tucker mostra a Ed un grande quantitativo di pietra filosofale incompleta e spiega al ragazzo che occorre un alchimista fuori dal comune per distillare una pietra completa. |                   |                  |
| 22 | Uomini artificiali 「造られた人間」 - Tsukurareta ningen | 6 marzo 2004      | 31 ottobre 2006  |
| 22 | Hughes autorizza Armstrong, Ross e Brosh ad ispezionare il Laboratorio numero 5; al gruppo si unisce anche King Bradley, che mobilita l'esercito per la missione di salvataggio dei fratelli Elric. Intanto Lust e Gluttony incapacitano Scar e prendono in ostaggio Al. Mentre Envy posiziona di nascosto i detenuti in una stanza sopra al laboratorio, Ed, incoraggiato da Tucker e desideroso di ridare un corpo al fratello, si appresta ad eseguire la trasmutazione per la produzione della pietra filosofale. Kimbly, tuttavia, causa un'esplosione improvvisa che sfonda il pavimento della stanza e fa precipitare i carcerati nel laboratorio sottostante. Ed capisce di essere stato raggirato e che i prigionieri e non il liquido rosso sarebbero stati trasmutati nella pietra filosofale; si scaglia dunque contro Envy, che sembra aver orchestrato la cosa e sapendo che Basque Grand è ormai deceduto. Intervengono Lust e Gluttony, i quali minacciano di rompere il sigillo di Al se Ed si fosse rifiutato di creare la pietra; il ragazzo però non se la sente di sacrificare vite umane e, mentre Envy si prepara a colpirlo, Scar giunge in soccorso aprendo una breccia nella stanza. Quando Ed calpesta l'acqua rossa fuoriuscita dai contenitori, nel suo corpo si scatena una reazione che gli fa perdere il controllo e lo porta ad attaccare indistintamente. Gli homunculus si ritirano, mentre i soldati fanno irruzione dell'edificio e Maria Ross riesce a far rinsavire Ed. |                   |                  |
| 23 | Cuore d'acciaio 「鋼のこころ」 - Hagane no kokoro | 13 marzo 2004     | 7 novembre 2006  |
| 23 | Mentre è ricoverato in ospedale, Ed rivela a Hughes cosa è successo nel laboratorio; Al ha riportato intanto seri danni all'armatura. Ed chiama Winry affinché si rechi a Central City per riparare il suo automail. Sentendosi responsabile del manfunzionamento, la ragazza si dimostra particolarmente gentile, ma quando capisce che l'amico non immagina che il guasto sia stato causato dalla vite che si era dimenticata di inserire, scarica l'inconveniente sull'eccessivo maltrattamento dell'automail da parte del ragazzo. Winry è irritata dal fatto che i fratelli non le raccontano nulla di che cosa succeda loro e si allontana infuriata; viene però invitata alla festa di compleanno di Elicya, dove Hughes le spiega che gli uomini tendono a tenere nascosti i loro problemi per non far preoccupare i propri cari. Torna quindi ad aggiustare il braccio di Ed, con il quale l'alchimista ripara l'armatura di Al. Ancora turbato dalle parole di Barry, Al chiede al fratello se ciò che è riluttante a confessargli è il fatto che non sia mai esistito come essere umano e che i suoi sono ricordi artificiali. Poiché Ed esita a rispondere, Al fugge. |                   |                  |
| 24 | Falsi ricordi 「思い出の定着」 - Omoide no teichaku | 20 marzo 2004     | 14 novembre 2006 |
| 24 | Girovagando da solo, Al giunge in un accampamento di profughi di Ishbar, in cui due ragazzini, Leo e Rick, stanno accudendo il ferito Scar. Egli racconta al ragazzo di come il loro precedente riparo sia stato raso al suolo da un gruppo di mercenari accompagnati da Barry. Il commando attacca nuovamente il gruppo e rapisce Rick; Al, telefonando a Maria Ross, viene a sapere che si tratta di mercenari al soldo dell'esercito che sfruttano alcune strutture militari in periferia, dove si dirige con Scar e Leo. I tre fanno irruzione nel covo e liberano Rick, ma Barry attacca Al e lo mette in difficoltà. Sopraggiunge ad aiutarlo Ed, il quale gli rivela che quello che ha sempre avuto paura di chiedergli è se Al provi rancore nei suoi confronti per il fatto di ritrovarsi in un corpo metallico a causa sua. Dopo essersi riappacificati, gli Elric passano al contrattacco e, aiutati da Scar, sconfiggono Barry e i mercenari. Scar e gli altri esuli di Ishbar si mettono quindi in marcia per raggiungere dei loro consanguinei nascosti altrove. |                   |                  |
| 25 | Cerimonia d'addio 「別れの儀式」 - Wakare no gishiki | 27 marzo 2004     | 21 novembre 2006 |
| 25 | I fratelli Elric decidono di mettersi sulle tracce di Scar per trovare altre informazioni sulla pietra filosofale; Winry si unisce ai due poiché per strada si trova Rush Valley, un paradiso per gli appassionati di automail. Nel mentre, Hughes effettua delle indagini sul Laboratorio numero 5 e studia le correlazioni tra Ishbar, Reole, Xenotime e gli homunculus. Quando scopre che "Juliet Douglas" è il nome della soldatessa, ormai deceduta, che aveva fatto scattare la guerra di Ishbar sparando ad un ragazzino innocente, decide di affrontare la segretaria del comandante supremo Juliet Douglas. Durante l'incontro il militare è attaccato da Lust; riesce tuttavia a fuggire, tentando di contattare Mustang da una cabina telefonica per informarlo delle sue scoperte. Qui viene raggiunto da Envy, il quale, assumendo le sembianze di Maria Ross prima e della moglie Glacier poi, lo uccide con un colpo di pistola. Hughes è promosso a generale di brigata; al suo funerale Mustang si domanda rammaricato perché avesse voluto fare tutto da solo, nonostante durante la guerra di Ishbar si erano ripromessi di cambiare il Paese insieme. |                   |                  |
| 26 | Le sue ragioni 「彼女の理由」 - Kanojo no riyū | 3 aprile 2004     | 28 novembre 2006 |
| 26 | Izumi Curtis, l'insegnante di alchimia dei fratelli Elric, e suo marito Shigu si recano a Central City alla ricerca di Ed e Al, ma giungono quando i due hanno già lasciato la città. Intanto, Mustang indaga sull'assassinio di Hughes e grazie ad un suggerimento di Armstrong giunge alla conclusione che qualcuno nelle alte sfere dell'esercito possa essere responsabile della sua morte. Giunti a Rush Valley, Ed, Al e Winry assistono ad una gara di braccio di ferro e Ed sconfigge il campione, che barava aiutandosi con l'alchimia. In seguito conoscono Paninya, una ragazza che porta un braccio e due gambe meccaniche da quando da bambina fu vittima di un incidente ferroviario. Ritrovatasi sola e mutilata a mendicare, venne trovata da Dominic, il proprietario di un negozio di automail, che la prese con sé come sua figlia. Per provare la bontà degli automail costruiti da Dominic e far apprezzare maggiormente le protesi a Ed come chiestole da Winry, Paninya ruba l'orologio d'argento dell'alchimista di stato, che la insegue sui tetti fino a recuperare l'oggetto. Mentre si riappacificano a casa di Dominic, il gruppo viene raggiunto da Izumi e Shigu. |                   |                  |
| 27 | L'insegnante 「センセイ」 - Sensei | 10 aprile 2004    | 5 dicembre 2006  |
| 27 | Izumi è adirata con gli Elric, che sono diventati alchimisti di stato e quindi ai suoi occhi "cani dell'esercito", e li conduce legati a Dublith, la città in cui risiede. In un flashback, Ed e Al, studiando il modo per eseguire una trasmutazione umana per riportare in vita la madre, si erano resi conto di avere bisogno di aiuto per decifrare i testi più difficili. Un giorno un violento nubifragio aveva messo in pericolo gli argini del fiume ed i due bambini avevano tentato di rinforzarli tramite l'alchimia; il loro tentativo non era stato sufficiente, ma fortunatamente Izumi stava passando da Resembool ed aveva creato un imponente argine eseguendo una trasmutazione senza cerchio alchemico. I bambini l'avevano quindi pregata di prenderli come suoi allievi. Ad East City, Mustang riceve l'ordine di trasferimento a Central City e gli vengono affiancati Kain Fury, Heymans Breda, Jean Havoc, Riza Hawkeye e Vato Falman. A Dublith, Ed e Al ritrovano Mason, un giovane che lavora nel negozio di Izumi. Dopo aver aiutato dei bambini del posto, Izumi chiede ai fratelli cosa sia successo loro, essendosi accorta che uno ha due arti meccanici e può eseguire trasmutazioni senza cerchio alchemico e che l'armatura dell'altro è vuota. Ed ed Al ammettono di aver tentato di riportare in vita la loro madre; Izumi inizialmente va su tutte le furie perché i due hanno trasgredito ai suoi insegnamenti, ma poi li abbraccia comprendendo il loro dolore. |                   |                  |
| 28 | Tutto è uno. Uno è tutto 「一は全、全は一」 - Ichi wa zen, zen wa ichi | 17 aprile 2004    | 12 dicembre 2006 |
| 28 | Per farli riflettere sui loro errori, Izumi lascia Ed e Al su un'isola deserta, la stessa su cui avevano trascorso un mese da bambini come prova affinché lei li prendesse come allievi. All'epoca i due furono lasciati con solo un coltello per sopravvivere e il compito di capire il significato della frase "Uno è tutto e tutto è uno". Essi si erano inoltre imbattuti in un uomo con una maschera, che li attaccava ogni volta che li trovava intimando loro di andarsene. Ed e Al scoprono che anche stavolta c'è qualcun altro sull'isola, quando si accorgono che qualcuno ha mangiato i loro pesci, e pensano che sia sempre l'energumeno che li attaccava anni prima. All'epoca, con il passare dei giorni, durante la lotta per la sopravvivenza contro gli elementi naturali, la ricerca di cibo e la costante minaccia dell'uomo, i fratelli avevano trovato risposta al quesito della maestra, venendo accettati come allievi alla fine del mese di prova. Nel presente, quando la maestra torna a prenderli, gli Elric le confessano che il desiderio di riottenere i loro corpi potrebbe essere l'ennesimo errore, ma che comunque è ciò che desiderano. Sentendo dei rumori tra gli alberi, Ed e Al pensano che si tratti dell'uomo che li attaccava anni prima, ma Mason, l'aiutante della maestra, afferma che ciò non è possibile perché quell'uomo con la maschera era lui. Dagli alberi emerge quindi un bambino di circa 10-11 anni. |                   |                  |
| 29 | Un bambino innocente 「汚れなき子ども」 - Yogore naki kodomo | 24 aprile 2004    | 19 dicembre 2006 |
| 29 | Il bambino afferma di non sapere chi sia né da dove viene; per questo Izumi decide di prendersene cura fino a quando le autorità non avranno fatto chiarezza. Incuriositi dal bambino, Ed e Al scoprono che non solo è in grado di utilizzare l'alchimia, ma può anche trasmutare il suo corpo, capacità che nessun altro alchimista possiede e che fa loro ipotizzare si possa trattare di un homunculus. Confrontandosi con Izumi, Ed racconta che, quando avevano tentato la trasmutazione umana, si era ritrovato davanti ad un grosso portale, con una serie di entità oscure che gli avevano donato una vasta conoscenza al prezzo della sua gamba. Ed è convinto di aver visto in quella circostanza "la verità", ed è per questo che può eseguire trasmutazioni senza cerchio alchemico; inoltre gli sembra di aver notato il bambino trovato sull'isola proprio all'interno del portale. Mentre gli uomini di Mustang preparano il loro nuovo ufficio a Central City, Armstrong e il tenente colonnello Frank Archer sono in viaggio verso sud alla ricerca dei fratelli Elric. Notando le cicatrici sul braccio e sulla gamba del bambino, gli Elric giungono alla conclusione che si tratti degli arti di Ed, ma mentre gli chiedono spiegazioni il bambino si impaurisce e scappa dalla finestra. |                   |                  |
| 30 | Assalto al quartier generale del sud 「南方司令部襲撃」 - Nanpō shireibu shūgeki | 1º maggio 2004    | 26 dicembre 2006 |
| 30 | Scar ed il suo gruppo di profughi di Ishbar raggiungono una baraccopoli nella quale vive anche Yoki; egli riconosce l'uomo e corre ad avvertire l'esercito nella speranza di essere riammesso. Intanto Ed e Al inseguono il bambino, attirando l'attenzione di Bido, una chimera fuggita dal laboratorio numero 5. Proprio quando i fratelli riescono ad avvicinare il bambino, sopraggiungono Archer e Armstrong, i quali, reputandolo più interessante dei fratelli, lo catturano e lo conducono al quartier generale del sud. In questa circostanza Archer dimostra di essere a conoscenza che si tratta di un homunculus. Bido informa Greed che il piccolo homunculus è stato catturato dall'esercito e, insieme a Zolf J. Kimbly, si offre di andare in missione per recuperarlo. Ed e Al domandano all'insegnante come mai abbia tanto a cuore quel bambino e scoprono così che Izumi aveva tentato una trasmutazione umana per riportare in vita suo figlio perso per delle complicazioni durante la gravidanza; ciò le costò un numero di organi interni, la cui assenza è il motivo dei suoi frequenti mancamenti. Izumi si reca da sola nel quartier generale del sud in cerca del bambino. Dopo averlo trovato, le si para davanti Ed che le intima di lasciarlo andare, mentre sopraggiungono Kimbly, Bido, Armstrong, Archer e King Bradley. |                   |                  |
| 31 | Il peccato 「罪」 - Tsumi | 8 maggio 2004     | 2 gennaio 2007   |
| 31 | Tra la confusione nel quartier generale del sud, King Bradley, in realtà Envy travestito, riesce ad afferrare il bambino sottraendolo ad Izumi. Condotto in un luogo sicuro, gli fa mangiare delle pietre rosse, grazie alle quali l'homunculus cresce ed inizia a ricordare il proprio passato. Dopo che Bido e Kimbly si sono allontanati e con Armstrong sconfitto, Izumi ritrova il bambino e lo conduce sull'isola deserta. Ella è ormai sicura si tratti del proprio figlio, prodotto a seguito della trasmutazione umana, ché però a causa della sua deformità aveva abbandonato agli esseri del portale; ora intende assumersi le sue responsabilità ed uccidere la creatura con le sue mani. Sul posto giungono anche Ed, Al e Winry, i quali assistono al cambio caratteriale del bambino, che cerca ora di uccidere la donna. Intanto i militari si avvicinano alla baraccopoli, mentre Lust e Gluttony si confondono fra gli abitanti. Sloth e Envy giungono sull'isola e mettono in fuga Greed e il suo gruppo, lì per catturare il bambino. Nel frattempo il piccolo homunculus, presentatosi come Wrath, spiega che il suo corpo era richiuso all'interno del portale ma che poi un giorno era arrivato Ed, che vi aveva lasciato un braccio ed una gamba, di cui lui era riuscito ad appropriarsi; era così riuscito ad aprire il portale ed uscire all'esterno, ed ora desidera il resto del corpo di Ed per diventare un essere umano. Wrath si scaglia quindi contro Ed, ma Alphonse interviene a difendere il fratello. |                   |                  |
| 32 | Dante della selva oscura 「深い森のダンテ」 - Fukai mori no Dante | 15 maggio 2004    | 9 gennaio 2007   |
| 32 | Ed e Al affrontano Wrath, ma Izumi separa i combattenti creando un crepaccio e affermando di voler essere lei ad occuparsi dell'homunculus. Senza che i tre se ne accorgano, Wrath viene catturato da Envy e Sloth. Intanto i militari esortano i profughi della baraccopoli a trasferirsi in appositi campi creati per loro nei territori del sud, ma durante le operazioni Lust e Gluttony, camuffati da ishbariani, incitano la folla alla rivolta. Yoki viene ucciso e diversi profughi sono feriti prima che Mustang intervenga con la sua potente alchimia di fuoco. Interrogata dai fratelli Elric sulla pietra filosofale, Izumi li indirizza alla sua vecchia insegnante di alchimia Dante per apprendere un'importante lezione sullo scambio equivalente. Giunti dalla donna, i due scoprono che Lyra è diventata allieva di Dante. Qui vengono attaccati da Greed, Kimbly e dalle chimere Martel, Dolcetto e Roa, i quali immobilizzano Ed, Dante e Lyra e catturano Al. |                   |                  |
| 33 | La cattura di Al 「囚われたアル」 - Torawareta Aru | 29 maggio 2004    | 16 gennaio 2007  |
| 33 | Martel si intrufola all'interno dell'armatura di Al e ne ostacola i movimenti, permettendo così a Roa di immobilizzarlo; compiuta la missione, i rapitori conducono Al al loro nascondiglio. Mentre Ed gira per la città in cerca del fratello, Izumi si reca da Dante, dalla quale ottiene un indizio lasciato dai rapitori che conduce al locale Devil's Nest. Al nascondiglio, Greed rivela ad Al che desidera scoprire da lui come legare un'anima ad un corpo inanimato ed ottenere così, a suo dire, la vita eterna. Izumi irrompe nel locale per salvare Al dall'homunculus e dai suoi sottoposti, ed è poi raggiunta da Ed; i due non riescono però a danneggiare Greed, dal momento che l'homunculus ricorre al suo scudo perfetto ogniqualvolta subisce un attacco. Durante il combattimento. l'esercito fa irruzione nel Devil's Nest; Greed scopre che Kimbly lo ha tradito, consegnando ai militari una sacca contenuta in una cassaforte a cui l'homunculus dà grande importanza, ma è costretto a fuggire insieme alle sue chimere, portando con sé Al. I militari, oltre a tenere sotto tiro Tucker, impediscono ad Ed di inseguire i fuggitivi per portarlo a rapporto da Archer. |                   |                  |
| 34 | La teoria di Greed 「強欲の理論」 - Gōyoku no riron | 5 giugno 2004     | 23 gennaio 2007  |
| 34 | Archer prende in custodia Ed, Izumi e Sig Curtis, reintegra Zolf J. Kimbly e Shou Tucker nell'esercito e poi ordina ai suoi soldati di inseguire Greed e sottoposti. Grazie al sacrificio di Bido, Dolcetto e Roa, Greed e Martel riecono a sfuggire all'esercito e agli homunculus Lust e Gluttony. Greed ordina a Martel di attenderlo dentro il corpo di Al fino all'alba, ed in caso non tornasse, di andarsene da sola; si dirige quindi da Dante, con Al che trattiene Martel dal seguirlo. Giunto a casa della donna, l'homunculus viene accolto da Lyra, la quale lo fa accomodare all'interno. Qui scopre il corpo di Dante squarciato a metà e dei complessi cerchi alchemici sul soffitto e sul pavimento della stanza; prima che Greed abbia il tempo di reagire però, Lyra usa l'alchimia per fargli espellere le pietre rosse che lo sostentavano e si dilegua. Ed, Izumi e Sig sono intanto sfuggiti al controllo dei militari e il ragazzo giunge alla dimora di Dante, dove incolpa Greed della morte dell'anziana donna. Durante il combattimento, Ed scopre il punto debole dello scudo perfetto dell'avversario e usa l'alchimia per ferirlo a morte. Prima di spirare, Greed gli assicura di aver già liberato il fratello e gli rivela che gli homunculus sono vulnerabili quando si trovano vicino ai resti della persona a partire dalla quale era stata tentata la trasmutazione umana, chiedendogli di sconfiggere gli altri homunculus al suo posto. La mattina seguente, Martel si allontana sconsolata, mentre i fratelli Elric si riuniscono. Dopo aver invitato la maestra a nascondersi dai militari, i due si rimettono in viaggio per trovare gli ishbariani.                                       |                   |                  |
| 35 | Gli stolti si ritrovano 「愚者の再会」 - Gusha no saikai | 12 giugno 2004    | 30 gennaio 2007  |
| 35 | Lust, Gluttony ed Envy discutono della recente morte di Greed. In seguito Lust assiste ad un incidente stradale, in cui un bambino rimane ferito, ma è prontamente guarito da Lujon, un uomo che l'homunculus conosceva dal suo passato. Parlando con Lust, Lujon rivela che l'anello che gli aveva dato allora la donna aveva perso efficacia e che era alla ricerca di una nuova pietra filosofale per arginare un nuovo scoppio di epidemia di pietrite. Nel frattempo gli Elric e Winry, nel loro viaggio verso sud, salvano una ragazza, Livia, dall'attacco di una banda di malfattori e scoprono che anch'essa è alla ricerca di Lujon per chiedergli di salvare il proprio villaggio, infestato dalla stessa malattia. Un flashback mostra come, due anni prima, Lujon stesse cercando, con scarso successo, di curare la malattia, spingendo Lust ad iniziarlo all'arte dell'alchimia. Nel periodo trascorso a studiare insieme, Lujon si innamorò della donna; mentre Lust gli rimase a fianco solo perché l'uomo gli evocava sbiaditi ricordi che non era in grado di identificare. Ottenute le conoscenze necessarie e l'anello con la pietra filosofale, Lujon era stato in grado di curare i propri compaesani, ma Lust era sparita. Nel presente, Lujon e Lust tornano al villaggio e l'uomo ne cura nuovamente gli abitanti grazie ad una pietra filosofale datale dall'homunculus; Lust tuttavia uccide Lujon, che considerava "l'unica macchia nel suo onore", e la malattia riemerge istantaneamente in tutti gli abitanti. Quando Ed, Al e Winry giungono sul posto, sono tutti già deceduti e anche Livia trova la morte a causa del morbo, mentre Lust si allontana in carrozza.                                |                   |                  |
| 36 | Il peccatore che è in me 「我が内なる科人」 - Wagauchi naru togabito | 19 giugno 2004    | 6 febbraio 2007  |
| 36 | Durante le loro ricerche, Ed e Al si imbattono in un treno di rifugiati ishbariani deportati verso sud dall'esercito. Ritrovati anche Leo e Rick, i quattro lasciano il mezzo in compagnia di Winry per tornare al campo e parlare con un anziano che potrebbe saperne di più sulla pietra filosofale. Giunti alla baraccopoli, trovano Hawkeye e Breda che li mettono al corrente degli eventi lì accaduti. L'anziano si rivela essere un praticante della "grande arte" — uno studio separato dell'alchimia — e per questo rinnegato dal suo popolo che preferisce invece affidarsi alla divinità Ishvara. Egli rivela di essere a conoscenza della pietra filosofale e del metodo necessario a produrla, conoscenze che ha passato anche a Scar e al fratello. Winry viene a sapere da Leo e Rick che da piccoli avevano conosciuto i genitori della ragazza, medici che curavano sia militari che gente di Ishbar e che erano stati uccisi da un alchimista di stato che utilizzava il fuoco. Infine il gruppo si separa: Leo e Rick decidono di raggiungere gli altri profughi al campo del sud, Ed e Al intendono raggiungere e fermare Scar, mentre Winry chiede ad Hakweye di accompagnarla a Central City. Altrove, Sloth presenta Wrath a Lust e Gluttony e li invia sulle tracce dei fratelli Elric. |                   |                  |
| 37 | Il sottotenente all'attacco - Il mistero del magazzino numero 13 「焔の錬金術師 戦う少尉さん 第十三倉庫の怪」 - Honō no renkinjutsushi tatakau shōi-san dai-jūsan sōko no kai | 26 giugno 2004    | 13 febbraio 2007 |
| 37 | L'ufficio affari interni ordina a Jean Havoc di controllare il comportamento del suo superiore Roy Mustang. Per questo si fa aiutare dai suoi colleghi e, pedinandolo, scoprono che la fioraia ha lasciato Jean per uscire con Roy. Havoc di conseguenza si deprime e Mustang incarica Vato Falman di presentargli una ragazza sostitutiva. Armstrong propone sua sorella minore, la quale tuttavia lo rifiuta in quanto desidera un uomo più muscoloso. Nella seconda parte dell'episodio, Mustang viene coinvolto dai suoi uomini ad indagare sulla misteriosa apparizione del magazzino numero 13, quando i magazzini dell'esercito sono solo dodici. La storia del magazzino infestato dai fantasmi si rivela tuttavia una bufala. Intanto, Frank Archer assume Sheska per raccogliere tutto il materiale sul laboratorio numero 5, Basque Grand, il dottor Marcoh e Shou Tucker e poi bruciarlo. Egli viene poi inviato da King Bradley a Reole, per sedare i disordini e dove ha saputo che si trova Scar. Mustang convince il comandante supremo a farsi unire alle truppe in partenza. |                   |                  |
| 38 | Nella corrente del fiume 「川の流れに」 - Kawa no nagare ni | 3 luglio 2004     | 20 febbraio 2007 |
| 38 | Ed e Al raggiungono una città a piedi dopo aver involontariamente distrutto il trattore su cui viaggiavano. Discordanti su come proseguire la loro ricerca, i due si separano dopo una lite a suon di trasmutazioni. Al si imbatte in Martel, che lo ha seguito per avere da lui informazioni sugli homunculus, ma il ragazzo si rifiuta di aiutarla a ottenere la sua vendetta. Egli giunge così a conclusione che sia prioritario cercare di fermare Scar. Nel frattempo a Central City, Winry incontra Sheska e le due decidono di investigare sulla morte di Hughes. Scoperta l'incoerenza attorno a Juliet Douglas, le due donne tentano di intercettare una conversazione della segretaria con Envy, ma insospettiscono Juliet che le attacca sotto forma di Sloth; spaventato dall'arrivo di Maria Ross e Denny Brosh, tuttavia, Sloth si dilegua, non prima che Winry riconosca però nel volto dell'homunculus quello della madre di Ed e Al. Riappacificatisi, i fratelli Elric riprendono il viaggio in compagnia di Martel. |                   |                  |
| 39 | La guerra civile dell'Est 「東方内戦」 - Tōhō naisen | 10 luglio 2004    | 27 febbraio 2007 |
| 39 | Dopo lo spavento preso, Winry decide di tornare a Resembool portando Sheska con sé. Mustang, diretto in treno con altri militari verso Reole, scopre con disappunto che, grazie ad Archer, Kimbly è stato reintegrato nell'esercito. Intanto Ed, Al e Martel giungono a Ishbar e trovano che della città non rimangono che poche macerie in mezzo al deserto. Scoperto che Breda e Falman li hanno pedinati, i fratelli Elric seguono i due soldati all'accampamento dove è stanziato l'esercito e vengono posti sotto il comando di Mustang; Marta si nasconde nuovamente nell'armatura di Ad. Mustang rivela loro che dopo il loro intervento a Reole l'anno precedente erano scoppiati dei tumulti e mostra loro delle foto aeree in cui si riconosce un enorme simbolo alchemico tracciato da Scar trascinando una grossa pietra. Ed convince Archer a farsi mandare in perlustrazione in città, a patto di lasciare il fratello alla base; quindi parte dopo aver consegnato ad Armstrong il proprio orologio d'argento. In città il ragazzo ritrova la sua amica Rose, che viene ora chiamata "santa madre" e portata in processione; Lust e Gluttony si accorgono della presenza di Ed, che viene inoltre riconosciuto e fermato da Scar. Alla base, Martel non resiste al desiderio di vendetta e fuoriesce dall'armatura scagliandosi contro Kimbly. |                   |                  |
| 40 | Cicatrici 「傷痕」 - Kizuato | 17 luglio 2004    | 6 marzo 2007     |
| 40 | Ad si schiera in difesa di Martel nello scontro con Kimbly, ferendo l'alchimista con i suoi stessi esplosivi e permettendo alla chimera di fuggire. A Reole, Ed e Scar si affrontano, ma il combattimento viene interrotto da Lust e Gluttony, i quali si dileguano poco dopo. Sopraggiungono intanto Rose e Lyra, la quale agisce come interprete della muta santa madre; su insistenza delle due, Scar rivela il suo passato a Ed. Prima della guerra il fratello di Scar aveva perso la sua ragazza a causa di una malattia e aveva cercato di riportarla in vita tramite l'alchimia, creando però Lust. Continuando le sue ricerche, egli aveva ricoperto il suo corpo di tatuaggi alchemici. Allo scoppio della guerra, Scar venne attaccato da Kimbly e ferito al volto e ad un braccio, venendo salvato dal sacrificio del fratello che gli trasferì il suo braccio tatuato. Egli spiega inoltre che il suo piano consiste nel creare la pietra filosofale, ma non sacrificando la popolazione di Reole, bensì sfruttando l'esercito al suo posto. Intanto il comandante supremo arriva alla base e incarica segretamente Kimbly di infiltrare la città, uccidere Ed e dare un pretesto all'esercito per intervenire. Martel origlia però il dialogo e scopre che King Bradley è in realtà l'homunculus Pride, il cui occhio perfetto è celato sotto la sua benda. Martel si nasconde allora all'interno di Al, ma il comandante supremo trapassa l'armatura con la sua spada, uccidendola tragicamente. |                   |                  |
| 41 | Santa madre 「聖母」 - Seibo | 24 luglio 2004    | 13 marzo 2007    |
| 41 | Sfruttando l'ascendente di Rose, Scar incita gli abitanti di Reole ad attendere l'attacco dei militari senza opporre resistenza. Preoccupato dall'escalation degli eventi, Ed invia un messaggio a Mustang spiegandogli la situazione a Reole e pregandolo di fermare l'attacco imminente. Dopo aver rivelato all'alchimista di fuoco la verità sul laboratorio numero 5 e sulla creazione della pietra filosofale, Ad si dirige a Reole per ricongiungersi col fratello. Intanto Kimbly e alcune chimere penetrano in città e attaccano gli abitanti, mentre Scar li incita a fuggire attraverso un passaggio segreto per attuare il suo piano. I soldati si preparano all'assalto, ma con disappunto di Archer, King Bradley ordina di attendere, ufficialmente per via della lettera di Ed, ma nelle sue stanze spiega a Gluttony e Lust che in realtà è su ordine del loro capo. Lust non accetta il contrattempo e riparte verso Reole da sola. Scar attacca il commando di Kimbly e ingaggia battaglia con l'alchimista scarlatto; interviene anche Al, che immobilizza Kimbly. L'uomo tuttavia riesce a liberarsi e, sebbene ferito a morte, trasmuta l'armatura di Al in una bomba. Nel tunnel sotterraneo, Sloth e Wrath ostacolano l'avanzata di Ed. Quando Wrath attacca Rose, questa riprende a parlare per chiedere l'aiuto di Ed, che corre a difenderla. |                   |                  |
| 42 | Senza sapere il suo nome 「彼の名を知らず」 - Ka no na o shirazu | 24 luglio 2004    | 20 marzo 2007    |
| 42 | L'armatura di Al si sta progressivamente trasformando in una bomba e, per salvarlo, Scar lo trasforma nella pietra filosofale sfruttando il suo braccio tatuato. Osservando con un binocolo che Kimbly è stato ucciso da Scar, Archer ordina all'esercito di irrompere in città. Alcuni soldati si imbattono proprio in Scar, ora in compagnia di Lust, ed aprono il fuoco; l'uomo con la cicatrice, istintivamente, ripara la donna dai colpi con il proprio corpo. Prima di morire, poi, Scar attiva il cerchio alchemico su Reole, trasmutando sé stesso e tutti i militari presenti. Intanto Ed ha avuto conferma del fatto che Sloth è il tentativo fallito della trasmutazione umana della madre e, incapacitati temporaneamente Sloth e Wrath, ha portato in salvo Rose e Lyra. Emerso dal cunicolo, il ragazzo si avventura tra le macerie della città ormai distrutta e ritrova Al, uscito illeso dalla trasmutazione grazie alla pietra filosofale, ora al suo interno. Lust consiglia ai fratelli di cominciare a correre, dal momento che verrà presto data loro la caccia. |                   |                  |
| 43 | Il cane randagio è fuggito 「野良犬は逃げ出した」 - Norainu wa nigedashita | 31 luglio 2004    | 27 marzo 2007    |
| 43 | Winry e Sheska giungono a Resembool, dove uno straniero si rivolge a Winry scambiandola per la madre. Pinako rivela in seguito che si tratta del padre di Ed e Al: Van Hohenheim. Nel frattempo i militari portano via i sopravvissuti alla distruzione di Reole, fra cui Archer, orribilmente mutilato. King Bradley afferma di ritenere che i fratelli Elric abbiano aiutato Scar ad eseguire la trasmutazione e incarica Mustang, Armstrong e i loro uomini di catturarli e giustiziarli. Con i soldati ad inseguirli, Ed e Al fuggono a Resembool. Una volta catturati i due ricercati, Mustang afferma di non essere lì per eseguire gli ordini ricevuti, ma perché offeso dal fatto che i due non siano venuti da lui a cercare protezione. |                   |                  |
| 44 | Hohenheim della luce 「光のホーエンハイム」 - Hikari no Hōenhaimu | 7 agosto 2004     | 3 aprile 2007    |
| 44 | A Central City, Lyra accompagna Rose in un luogo dove tenerla al sicuro poiché ricercata per la ribellione di Reole. Raggiungono così una sala, nel sottosuolo di una chiesa abbandonata, dove si trovano Sloth, Wrath, Gluttony e Lust, i quali si prostrano dinanzi a Lyra. Intanto a Resembool, i fratelli Elric rivelano a Mustang, Armstrong e ai loro uomini che il comandante supremo e la sua segretaria sono humunculus. Riconosciuto il padre, che se ne era andato di casa più di dieci anni prima, Ed lo colpisce e lo tratta freddamente, mentre Al desidera stare con lui. Hohenheim rimane colpito quando sente nominare il nome di Dante mentre ed e Al parlano di Lyra. L'uomo spiega a Mustang che gli homunculus acquistano il loro aspetto ed il loro particolare potere venendo nutriti con pietre rosse e suggerisce anche che ci possa essere qualcuno che li controlla e che ha insegnato loro l'alchimia. L'indomani, Hohenheim se ne va da solo, mentre i militari ripartono per corroborare i sospetti dei fratelli. Hohenheim si presenta nel covo degli homunculus, riconoscendo subito che Lyra è in realtà Dante. A Resembool, Ed si reca al cimitero per recuperare un frammento del corpo della madre. |                   |                  |
| 45 | Ciò che fa marcire il cuore 「心を劣化させるもの」 - Kokoro o rekkasaseru mono | 21 agosto 2004    | 10 aprile 2007   |
| 45 | Un dialogo fra Dante ed Hohenheim rivela che i due si conoscono da quattrocento anni e che un tempo erano amanti. Dopo aver creato la pietra filosofale assieme ad altri alchimisti, i due avevano continuato a trasferire le proprie anime da un corpo all'altro per prolungare la propria vita, ma divergenze li avevano fatti allontanare. Giunto a Central City, Mustang depista i suoi superiori sul nascondiglio dei fratelli Elric e accusa la segretaria di King Bradley di essere implicata nell'assassinio di Maes Hughes. Dante ha utilizzato l'ultima pietra che Hohenheim le aveva lasciato per trasferirsi nel corpo di Lyra e intende quindi mettere le mani sulla pietra di Al. Hohenheim rimane come paralizzato nel riconoscere in Sloth l'amata moglie Trisha e viene catturato dagli homunculus. Tramite un cerchio alchemico Dante fa apparire il Portale di fronte all'uomo, che ne viene risucchiato all'interno, poi la donna invia Sloth, Wrath e Lust sulle tracce dei fratelli. Questi intanto si sono divisi: mentre Ed va a chiedere alla maestra Izumi se abbia conservato una parte del corpo del suo bambino morto, Al si reca da Shou Tucker per farsi insegnare a utilizzare la pietra filosofale. |                   |                  |
| 46 | Trasmutazione umana 「人体錬成」 - Jintai rensei | 28 agosto 2004    | 17 aprile 2007   |
| 46 | Shou Tucker si offre di insegnare ad Al come usare la pietra, in cambio di poterla utilizzare per riportare in vita la figlia. Su indicazione dell'alchimista, Al dipinge dunque un cerchio alchemico e Tucker attiva la trasmutazione. Intanto, da Dante giungono anche Pride e Envy. Quest'ultimo desidera ardentemente vendicarsi sul suo creatore, Hohenheim; alché Dante gli offre la possibilità di rifarsi sui figli dell'uomo. Ed riparte da Izumi a mani vuote, ma nella sua stanza d'albergo viene aggredito da Lust e Wrath. La donna, tuttavia, tradisce il compagno homunculus, trapassandolo con le sue unghie estensibili e promette a Ed che smetterà di dare la caccia a lui e al fratello se l'aiuterà a diventare umana. I due si dirigono quindi verso il laboratorio di Tucker. Quando Al riprende i sensi, si accorge che il corpo di Nina è stato ricreato perfettamente, ma l'anima è assente. Sloth, giunta sul posto per impedire che la pietra venga consumata ulteriormente, afferma che Tucker non ha avuto abbastanza volontà per legare l'anima al corpo. Sul fianco sinistro dell'armatura di Alphonse si è intanto aperto un buco di ragguardevoli dimensioni. |                   |                  |
| 47 | Il sigillo dell'homunculus 「ホムンクルス封印」 - Homunkurusu fūin | 4 settembre 2004  | 27 aprile 2007   |
| 47 | Wrath si riprende dalle sue ferite, risvegliandosi da un incubo con un attaccamento a Sloth ancora più morboso di quanto non fosse prima. Nel laboratorio di Tucker, Ed inizia un difficile combattimento contro Sloth, il cui corpo è interamente composto d'acqua, e riesce a immobilizzare l'homunculus e a indebolirlo grazie ad un pezzo del corpo di Trisha contenuto in una scatoletta. Quando Al, impietosito alla vista della madre sofferente, getta fuori la scatola, giunge anche Lust a dare man forte a Ed. La scatolina viene raccolta da Wrath, il quale la ingloba per impedire a Ed di riprenderla e si scaglia poi su Lust. Sloth ne approfitta per penetrare nell'armatura di Al e costringerlo a combattere il fratello. Sfruttando il medaglione di Scar in cui sono contenuti dei capelli della donna trasmutata in Lust, Wrath paralizza l'avversario e lo uccide definitivamente. Poi si fionda da Sloth, credendola ormai sua "madre" con l'intento di fondersi con lei. La scatolina col corpo di Trisha reagisce tuttavia col corpo di Sloth, lasciandola immobilizzata. Ed ne approfitta per trasmutare l'acqua di Sloth in etanolo, una sostanza volatile, facendola evaporare. |                   |                  |
| 48 | Addio 「さようなら」 - Sayōnara | 11 settembre 2004 | 1º maggio 2007   |
| 48 | Inviati a combattere Drachma alla frontiera nord del Paese, Armstrong e Mustang meditano di effettuare un colpo di Stato e rovesciare King Bradley. In seguito alla sconfitta di Sloth, Envy penetra nel laboratorio di Tucker travestito da Winry e rapisce Al. Ed vorrebbe fermarlo ma è attaccato da Wrath, infuriato con lui per aver ucciso Sloth. L'arrivo di Izumi mette in fuga l'homuculus, permettendo ai due di dare la caccia ai rimanenti. Nel frattempo i fratelli Tringham sono a Central City, dove Russell si finge Ed per avere credito presso una libreria, ignorando che i due sono ricercati. Essi vengono dunque catturati e condannati, ma vengono salvati da Brosh e Ross. Il quartetto si ricongiunge con Ed e Izumi, i quali sono ora sulle tracce del comandante supremo; Russell e Fletcher consegnano all'alchimista di stato un pezzo del diario di loro padre Nash. Un redivivo Archer, trasformato in una sorta di cyborg, gli si para dinanzi e viene affrontato da Izumi. All'aperto, Ed incappa nell'auto su cui stanno viaggiando in incognito Mustang e Hawkeye; l'alchimista di fuoco rivela di trovarsi a Central City per attuare un colpo di Stato ai danni di King Bradley, Ed pronuncia la sua intenzione di fermare la persona che comanda gli homunculus e cancellare il ricordo dalla pietra dalla mente delle persone, in modo che non vengano più scatenate guerre per ottenerla. Riappacificatisi, i due si salutano prendendo strade distinte. |                   |                  |
| 49 | Oltre la porta 「扉の向こうへ」 - Tobira no mukō e | 18 settembre 2004 | 8 maggio 2007    |
| 49 | Envy conduce Al presso Dante nel covo degli homunculus, una città sepolta sotto Central City. Sopraggiunge Wrath, molto agitato, il quale richiede che la pietra filosofale venga utilizzata per riportare in vita Sloth, mentre Gluttony è sconsolato per la morte di Lust. Intanto al quartier generale dell'esercito prosegue il combattimento tra Izumi e Archer, mentre, incitati da Ross e Brosh, altri militari si ribellano. Seguendo le indicazioni contenute negli appunti di Nash, anche Ed raggiunge il covo degli homunculus e comprende che Lyra è in realtà Dante e che l'anziana signora non era stata uccisa da Greed, ma aveva utilizzato una pietra filosofale per trasferire la propria anima in un altro corpo. Dante gli rivela di voler sfruttare la pietra filosofale contenuta in Al per appropriarsi del corpo di Rose e poi lo trasferisce attraverso il Portale. Ed si risveglia, leggermente diverso e in compagnia di Hohenheim, in una Londra minacciata dai bombardamenti tedeschi. |                   |                  |
| 50 | Morte 「死」 - Shi | 25 settembre 2004 | 15 maggio 2007   |
| 50 | Ed e Hohenheim si rifugiano sulle colline per sfuggire al bombardamento in corso; l'uomo spiega al figlio che in questo mondo, dall'altro lato del Portale, si sono sviluppate la fisica e la tecnologia al posto dell'alchimia. Inoltre all'interno di ogni individuo esiste un Portale della verità che mette in comunicazione i due mondi; poiché Ed ha attraversato il Portale solo con la mente e non con il corpo, dovrebbe essere in grado di ritornare ad Amestris sfruttando il Portale al suo interno. Nel frattempo, con l'aiuto di Hawkeye, Mustang è riuscito ad infiltrarsi nell'abitazione di King Bradley e lo attacca per vendicare la morte di Hughes. Nel covo degli homunculus, Dante ha immobilizzato Al sopra un cerchio alchemico con l'intento di farlo mangiare da Gluttony e raffinare ulteriormente la pietra filosofale. Gluttony tuttavia è ancora sconvolto per la perdita di Lust e non collabora, così Dante lo priva del raziocinio, lasciando in lui solo l'istinto della fame. Annoiata dalle continue ingerenze di Wrath, Dante decide di privarlo del braccio e della gamba di Ed, per impedirgli di usare l'alchimia. L'alter ego di Ed ha intanto un incidente e, in seguito alla sua morte, Ed si risveglia nuovamente nel covo degli homunculus, dove ingaggia un duello con Envy. Il ragazzo incita l'avversario a mostrargli il suo vero volto ed Envy prende l'aspetto di un ragazzo biondo: Dante spiega che Envy è il primo homunculus, creato da Hoheinheim quando aveva tentato di riportare in vita il figlio che avevano avuto insieme. Envy, che odia tanto Hoheinheim perché è l'uomo che lo ha creato e abbandonato, approfitta dello stupore di Ed per trafiggerlo mortalmente. |                   |                  |
| 51 | Monaco di Baviera 1921 「ミュンヘン1921」 - Myunhen 1921 | 2 ottobre 2004    | 22 maggio 2007   |
| 51 | Mustang affronta King Bradley, ma nello scontro si inserisce il piccolo Selim, che, pensando di fare cosa gradita, porta al padre il teschio dell'uomo dalla cui tentata trasmutazione umana era nato l'homunculus; il comandante supremo, immobilizzato, strangola il figlio prima di venire incenerito da Mustang. Archer giunge sul posto e spara a Mustang nell'occhio sinistro mentre questi lascia la casa con Selim in braccio; interviene quindi Hawkeye che uccide Archer. Nel frattempo Al riesce a liberarsi e utilizza la pietra filosofale al suo interno, sacrificandosi per far tornare in vita il fratello. Envy cerca di fermarlo ma interviene in ritardo ed è condotto al Portale. Qui incontra Ed, dal quale apprende che Hohenheim è ancora vivo nell'altro mondo; decide quindi di attraversare il Portale per trovare e uccidere l'odiato genitore. Ed si risveglia con il corpo integro, arti compresi, tuttavia in risposta al suo gesto Al è stato preso dalle creature del Portale. Dante si dà alla fuga, ma viene raggiunta e divorata da un Gluttony ormai fuori controllo. Ed chiede a Rose di prendere con sé Wrath e di fuggire a Resembool, mentre lui esegue una trasmutazione umana, offrendo la sua vita in cambio di quella del fratello. Un anno dopo ad Amestris si è insediato un governo politico, Mustang è ancora convalescente, mentre Al vive con Winry e Rose a Resembool e ha riacquistato il suo corpo originale. Ed intanto è finito nella Monaco di Baviera dell'anno 1921, ha perso nuovamente il braccio e la gamba e vive insieme a Hohenheim. I due fratelli si ripromettono di ricongiungersi un giorno.                                                                      |                   |                  |